# Das Magazin
Das Magazin was een Nederlands literair tijdschrift tussen 2011 en 2018 waarin onder meer Joost de Vries, Chad Harbach, Maartje Wortel, Pepijn ‘Faberyayo’ Lanen, Valeria Luiselli, Remco Campert, Jan Jaap van der Wal, Rutger Kopland, Charlotte Mutsaers en Hanna Bervoets publiceerden.
Het tijdschrift werd in 2011 opgericht door Toine Donk en Daniël van der Meer.  Het nulnummer verscheen in september 2011 en werd gefinancierd door crowdfunding. Das Magazin verscheen vier keer per jaar en had een oplage 6000 exemplaren. In 2015 werd vanuit het tijdschrift de uitgeverij Das Mag opgericht. In 2016 won het tijdschrift de ANV-Visser Neerlandia-prijs voor cultuur. Het laatste nummer verscheen in februari 2018.